# Futsal do Club de Regatas Vasco da Gama
O Futsal do Club de Regatas Vasco da Gama, de nome fantasia Vasco Futsal, é o departamento de futebol de salão do Club de Regatas Vasco da Gama, da cidade do Rio de Janeiro. A modalidade foi estabelecida em 1 de outubro de 1956.
O Vasco da Gama é o principal clube carioca de futebol de salão e uma das maiores e mais tradicionais equipes do Brasil. Além de ser o primeiro clube do Rio de Janeiro a conquistar um título continental da modalidade, é o único a vencer a Liga Nacional de Futsal. Consolidou-se como tricampeão nacional com direito à tríplice coroa na temporada de 2000, também se tornando bicampeão nacional feminino e mantendo o posto de maior campeão estadual — tanto masculino quanto feminino.
Entre seus títulos, destacam-se: 1 Sul-Americano, 1 Liga Nacional, 2 Taças Brasil, 2 Campeonatos Brasileiros (femininos), 1 Copa Rio-São Paulo-Minas, 5 Campeonatos Cariocas e 9 Campeonatos Estaduais (3 masculinos e 6 femininos). Além de troféus, o clube se notabiliza pela formação de atletas: Felipe, Edmundo, Pedrinho, Rodrigo, Thiago Alcântara, Bismarck, Philippe Coutinho, Alex Teixeira e Marta são alguns dos talentos formados nas quadras de São Januário.
Em 2024, voltou ao cenário nacional profissional masculino com as participações na Taça Brasil e na edição inaugural do Campeonato Brasileiro, ambas competições de organização da Confederação Brasileira de Futsal.

## História
O futebol de salão foi praticado no Club de Regatas Vasco da Gama pela primeira vez no ano de 1954. A modalidade foi introduzida ao Departamento Infanto-Juvenil pelo então vice-presidente Manuel Leal de Souza. No início, o clube disputava os famosos Jogos Infantis e Jogos da Primavera, produzidos e realizados pelos jornais de maior circulação à época, como o Jornal dos Sports, icônico diário esportivo impresso na cor rosa e distribuído em grande quantidade na capital e nas cidades do interior do estado do Rio de Janeiro.
No entanto, devido a sua rápida popularização, a seção profissional do futsal cruzmaltino foi criada já no ano de 1956, quando o clube se filiou como fundador da Federação Metropolitana de Futebol de Salão. A partir dos anos 1980, o Vasco da Gama transformou-se no recordista de títulos dentre as equipes federadas do estado e em uma potência nacional na modalidade.
O primeiro título estadual veio em 1982, ao bater o Atlântica Boavista por 3 a 0 na quadra do Mackenzie. No ano seguinte, a primeira glória nacional: o Vasco da Gama superou os paulistas do Gercan nos pênaltis por 2 a 1, após empate sem gols, e conquistou a Taça Brasil de Futsal de 1983 no Ginásio do Ibirapuera. No início de 1984, os vascaínos foram campeões do Campeonato Sul-Americano de Futebol de Salão com a vitória por 6 a 4 sobre a equipe paraguaia do San Alfonzo, em Artigas no Uruguai. Ainda em 1984, o cruzmaltino venceu novamente o campeonato estadual sobre o Atlântica.

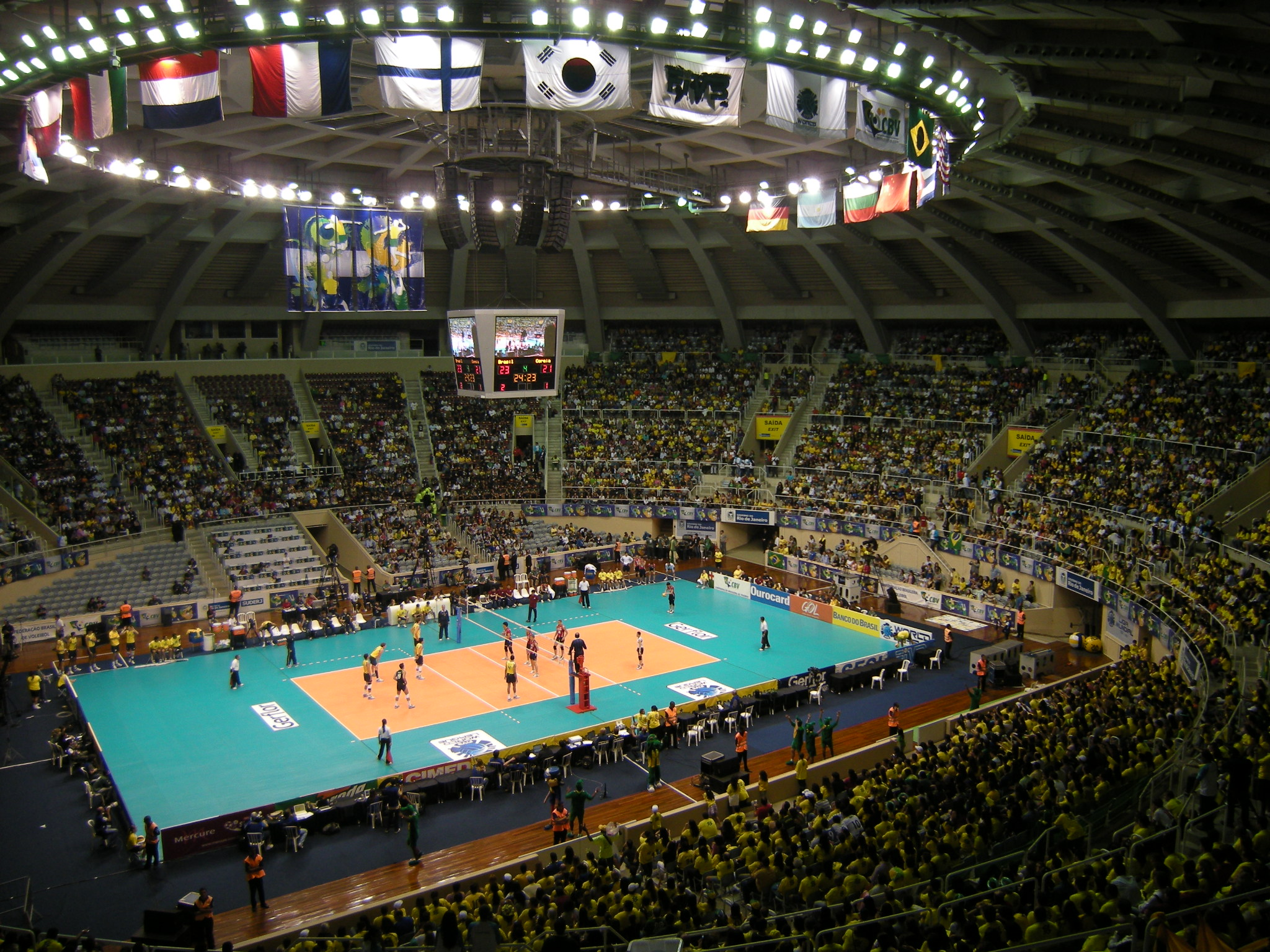
Ginásio do Maracanãzinho, onde o Vasco sagrou-se campeão da Liga Nacional de Futsal em 2000 sobre o Atlético Mineiro.

Na década seguinte, nova sequência de conquistas. Em 1999, apesar do vice-campeonato na Taça Brasil para o Internacional, o Vasco voltou a ser campeão estadual e, no fim do ano, anunciou a contratação de Manoel Tobias, então melhor jogador de futebol de salão do mundo. No ano de 2000, o Vasco da Gama atingiu um feito até então inédito no esporte brasileiro: alcançou a final em todas as seis competições da temporada, conseguindo uma quíntupla coroa. Contudo, o ano começou justamente com o único revez: derrota em casa por 6 a 5 para o Sport Club Internacional na edição inaugural da Copa Libertadores de Futsal, sediada no Ginásio Cyro Aranha.
Na sequência, o Clube da Cruz de Cristo enfileirou dois títulos nacionais: o bicampeonato invicto da Taça Brasil de Futsal com vitória por 6 a 2 sobre o São Paulo, e a inédita conquista carioca da Liga Nacional de Futsal sobre o Atlético Mineiro por 7 a 3 no agregado em um Maracanãzinho completamente lotado, com mais de 17 mil espectadores. Conquistou também dois títulos estaduais: o Campeonato Carioca sobre o Flamengo com goleada agregada de 16 a 7, e a conquista invicta do Campeonato Estadual também sobre o Flamengo por 12 a 6. Para encerrar a temporada, foi ainda campeão invicto da primeira Copa Rio-São Paulo-Minas ao bater os paulistas do GMC ao placar de 11 a 8.
Também neste período, a equipe feminina do futsal vascaíno obteve destaque no cenário esportivo nacional. Sob a liderança de craques como Pretinha, Roseli e Leda Maria, as meninas da Colina venceram um tetracampeonato estadual consecutivo (entre 1991 e 1994) e dois títulos brasileiros (em 1987 e 1993), sendo ainda vice em três oportunidades. Em 2000, o Vasco conquistou um torneio internacional de futebol de salão feminino realizado em Valença, superando por 13 a 4 a Seleção da Itália e, na decisão, a Seleção da Galícia pelo placar de 4 a 2.
Após graves dificuldades financeiras, embora ainda tenha conquistado os campeonatos Carioca e Estadual masculino em 2001 e disputado as algumas edições de Ligas Nacionais (como em 2004, 2005 e 2009), o Vasco da Gama desativou por um longo período suas equipes profissionais de futebol de salão. Em 2020, foi anunciado o retorno das atividades adultas do futsal masculino e feminino, que voltaram a ser campeões estaduais já em 2022. Já no ano de 2024, ocorreu o retorno ao cenário nacional profissional masculino com as participações na edição inaugural do Campeonato Brasileiro de Futsal e na 51ª Taça Brasil de Futsal, organizados pela Confederação Brasileira de Futebol de Salão.

## Títulos
Esta é uma lista dos principais títulos oficiais do departamento de futebol de salão profissional do Club de Regatas Vasco da Gama. Para visualizar todas as conquistas, incluindo as das categorias de base, acesse o artigo principal abaixo.

### Masculino
| HONORÁRIOS                                | HONORÁRIOS                         | HONORÁRIOS        | HONORÁRIOS                                                  |
|                                           | Competições                        | Títulos           | Temporadas                                                  |
|                                           | Quíntupla Coroa                    | 1                 | 2000                                                        |
| CONTINENTAIS                              | CONTINENTAIS                       | CONTINENTAIS      | CONTINENTAIS                                                |
|                                           | Competições                        | Títulos           | Temporadas                                                  |
|                                           | Campeonato Sul-Americano de Futsal | 1                 | 1984                                                        |
| NACIONAIS                                 | NACIONAIS                          | NACIONAIS         | NACIONAIS                                                   |
|                                           | Competições                        | Títulos           | Temporadas                                                  |
|                                           | Liga Nacional de Futsal            | 1                 | 2000                                                        |
|                                           | Taça Brasil de Futsal              | 2                 | 1983 e 2000                                                 |
| INTERESTADUAIS                            | INTERESTADUAIS                     | INTERESTADUAIS    | INTERESTADUAIS                                              |
|                                           | Competições                        | Títulos           | Temporadas                                                  |
| Rio de Janeiro · São Paulo · Minas Gerais | Copa Rio-São Paulo-Minas           | 1                 | 2000                                                        |
| Minas Gerais                              | Taça Independência                 | 1                 | 1972                                                        |
| Espírito Santo (estado)                   | Torneio de Vitória                 | 1                 | 1986                                                        |
| Minas Gerais                              | Torneio de Viçosa                  | 1                 | 1986                                                        |
| Distrito Federal (Brasil)                 | Torneio de Brasília                | 1                 | 1987                                                        |
| Rio Grande do Norte                       | Torneio IV Centenário de Natal     | 1                 | 1999                                                        |
| ESTADUAIS                                 | ESTADUAIS                          | ESTADUAIS         | ESTADUAIS                                                   |
|                                           | Competições                        | Títulos           | Temporadas                                                  |
|                                           | Campeonato Carioca                 | 5                 | 1999, 2000, 2001, 2024 e 2025                               |
| Campeonato Estadual                       | 3                                  | 2000, 2001 e 2022 |                                                             |
| Campeonato Metropolitano                  | 2                                  | 1982 e 1984       |                                                             |
|                                           | Campeonato Estadual de Aspirantes  | 2                 | 1958 e 1959                                                 |
| Rio de Janeiro                            | Torneio Hexagonal                  | 1                 | 1965                                                        |
| Rio de Janeiro                            | Torneio Coelho Neto                | 1                 | 1970                                                        |
| Rio de Janeiro                            | Torneio da Amizade                 | 1                 | 1970                                                        |
| Rio de Janeiro                            | Taça Eficiência                    | 1                 | 1974                                                        |
| Rio de Janeiro                            | Torneio Início                     | 1                 | 1981                                                        |
| Rio de Janeiro                            | Recopa Carioca                     | 1                 | 1987                                                        |
| Rio de Janeiro                            | Torneio do Almirante               | 1                 | 1989                                                        |
| TOTAL                                     | TOTAL                              | TOTAL             | TOTAL                                                       |
|                                           | Conquistas                         | Títulos           | Categorias                                                  |
|                                           | Títulos Principais                 | 29                | 1 Continental, 3 Nacionais, 6 Interestaduais e 19 Estaduais |
| ----------------------------------------- | ---------------------------------- | ----------------- | ----------------------------------------------------------- |

### Feminino
| INTERNACIONAIS                                          | INTERNACIONAIS                  | INTERNACIONAIS | INTERNACIONAIS                                               |
|                                                         | Competições                     | Títulos        | Temporadas                                                   |
|                                                         | Copa da Amizade                 | 1              | 2000                                                         |
| NACIONAIS                                               | NACIONAIS                       | NACIONAIS      | NACIONAIS                                                    |
|                                                         | Competições                     | Títulos        | Temporadas                                                   |
|                                                         | Campeonato Brasileiro de Futsal | 2              | 1987 e 1993                                                  |
| INTERESTADUAIS                                          | INTERESTADUAIS                  | INTERESTADUAIS | INTERESTADUAIS                                               |
|                                                         | Competições                     | Títulos        | Temporadas                                                   |
| Rio de Janeiro · Minas Gerais · Espírito Santo (estado) | Copa Integração Rodeio          | 1              | 2022                                                         |
| ESTADUAIS                                               | ESTADUAIS                       | ESTADUAIS      | ESTADUAIS                                                    |
|                                                         | Competições                     | Títulos        | Temporadas                                                   |
|                                                         | Campeonato Estadual             | 6              | 1991, 1992, 1993, 1994, 2022 e 2023                          |
| Rio de Janeiro                                          | Torneio Início                  | 4              | 1991, 1992, 1993 e 1994                                      |
| Rio de Janeiro                                          | Copa Vila Isabel                | 1              | 1993                                                         |
| TOTAL                                                   | TOTAL                           | TOTAL          | TOTAL                                                        |
|                                                         | Conquistas                      | Títulos        | Categorias                                                   |
|                                                         | Títulos Principais              | 15             | 1 Internacional, 2 Nacionais, 1 Interestadual e 11 Estaduais |
| ------------------------------------------------------- | ------------------------------- | -------------- | ------------------------------------------------------------ |

## Elenco atual
Última atualização: 25 de janeiro de 2025

## Jogadores ilustres
- Almir Ximenes
- André
- Fininho
- Índio
- Lavoisier
- Leo Higuita
- Manoel Tobias
- Micky
- Ricardo Lucena (técnico)
- Schumacher
- Simi
- Vander Carioca
- Pretinha
- Roseli
- Marta
- Leda Maria